# Brijest (Eszék)
Brijest falu Horvátországban, Eszék-Baranya megyében. Közigazgatásilag Eszékhez tartozik.

## Fekvése
Eszék központjától 4 km-re délre, a Szlavóniai-síkság szélén, az Eszéket Vinkovcival összekötő út mentén fekszik. 

## Története
Munkástelepként keletkezett Eszék határában az 1950-es években. Első lakói az eszéki üzemekben dolgozó munkások voltak. Neve a szilfa horvát nevéből származik. Lakosságát 1961-ben számlálták meg először önállóan, amikor már 382-en lakták. Az 1991-es népszámlálás adatai szerint lakosságának 71%-a horvát, 18%-a szerb, 6%-a jugoszláv nemzetiségű volt. A délszláv háború idején, mivel az eszéki védelmi vonal mindössze 200 méterre volt a plébániatemplomtól és a közelben volt a hírhedt „Poligon C”, ahonnan a szerbek a várost és környékét támadták, a lakóinak menekülniük kellett. A brijesti tanulók az eszéki Augustin Šenoa általános iskola többi iskolás gyermekével és tanáraikkal együtt Ausztriában töltötték az 1991/92-es tanévet. A házak többsége megsérült vagy megsemmisült, ám a szerb támadók – a védők hősies erőfeszítéseinek köszönhetően – soha nem törtek át a brijesti védelmi vonalakon. Meg kell említeni, hogy a térségben gyilkolták meg a horvát televízió operatőrét, Zarko Kaićot, akinek a nevét viseli a halálának helyétől nem messze található forgalmi csomópont. A településnek 2011-ben 1187 lakosa volt.

## Lakossága
| Lakosság változása | Lakosság változása | Lakosság változása | Lakosság változása | Lakosság változása | Lakosság változása | Lakosság változása | Lakosság változása | Lakosság változása | Lakosság változása | Lakosság változása | Lakosság változása | Lakosság változása | Lakosság változása | Lakosság változása | Lakosság változása |
| ------------------ | ------------------ | ------------------ | ------------------ | ------------------ | ------------------ | ------------------ | ------------------ | ------------------ | ------------------ | ------------------ | ------------------ | ------------------ | ------------------ | ------------------ | ------------------ |
| 1857               | 1869               | 1880               | 1890               | 1900               | 1910               | 1921               | 1931               | 1948               | 1953               | 1961               | 1971               | 1981               | 1991               | 2001               | 2011               |
| 0                  | 0                  | 0                  | 0                  | 0                  | 0                  | 0                  | 0                  | 0                  | 0                  | 0                  | 382                | 608                | 1.029              | 1.248              | 1.187              |

(1961-ig lakosságát Eszékhez számították. Eszék részeként, majd 1991-től önálló településként.)

## Gazdaság
A település gazdaságát a megyeszékhely közelsége döntően meghatározza. A népesség legnagyobb része Eszékre jár dolgozni, kisebb részben pedig a mezőgazdaságban tevékenykedik. Sokan foglalkoznak szőlészettel, méhészettel, állattartással, építőipari munkákkal, kereskedelemmel és egyéb kézműves munkákkal. A településen vetőmagtermesztő telep és faiskola működik.

## Nevezetességei
Keresztelő Szent János tiszteletére szentelt római katolikus plébániatemploma 1994 és 1997 között épült. A plébániát 1987-ben alapították, azelőtt a Szent József plébánia filiája volt.